# 77 Herculis
77 Herculis, eller x Herculis, är en vit stjärna i huvudserien i Herkules stjärnbild.
Stjärnan har visuell magnitud +5,83 och är knappt synlig för blotta ögat vid god seeing. Den befinner sig på ett avstånd av ungefär 375 ljusår.